# 1969 w informatyce
Kalendarium informatyczne 1969 roku
- 7 kwietnia – powstał pierwszy dokument Request for Comments[1].
- kwiecień – AT&T porzucił projekt Multicsa[2].
- październik – powstała sieć komputerowa między Uniwersytetem Kalifornijskim w Los Angeles a odległym o 600 km Stanford Research Institute w Palo Alto[3].
- Kurt Gödel dostrzegł, że w teście inteligencji maszynowej Alana Turinga z 1950 roku znajduje się błąd. Gödel uznał, że Turing nie uwzględnił faktu, że mózg ludzki pozostaje w ciągłym rozwoju, przez co nie istnieje możliwość, by komputer kiedykolwiek zastąpił mózg[4].
- Powstała firma Advanced Micro Devices[5].
- Ukazała się pierwsza wersja systemu operacyjnego Unix, napisana w asemblerze komputera PDP-7 przez Kena Thompsona w ośrodku Bell Labs firmy AT&T[2]
- Ken Thompson i Dennis Ritchie rozpoczęli prace nad językiem programowania B[6].
- Polska przystąpiła do Jednolitego Systemu Elektronicznych Maszyn Cyfrowych (RIAD)[7][8].